# Aphanhystera monacensis
Aphanhystera monacensis är en plattmaskart. Aphanhystera monacensis ingår i släktet Aphanhystera och familjen Aphanhysteridae. Inga underarter finns listade i Catalogue of Life.